# Cerbăl (gmina)
Cerbăl – gmina w Rumunii, w okręgu Hunedoara. Obejmuje miejscowości Arănieș, Cerbăl, Feregi, Merișoru de Munte, Poiana Răchițelii, Poienița Tomii, Socet i Ulm. W 2011 roku liczyła 474 mieszkańców.